# Trichoaleyrodes carinata
Trichoaleyrodes carinata es un hemíptero de la familia Aleyrodidae, subfamilia Aleyrodinae.
Fue descrita científicamente por primera vez por Takahashi & Mamet en 1952.